# Otisco (New York)
Otisco è un comune degli Stati Uniti d'America, situato nello stato di New York, nella contea di Onondaga.